# Catégorie des groupes
En mathématiques, la catégorie des groupes est une construction qui rend compte abstraitement des propriétés observées en algèbre dans l'étude des groupes.

## Définition

### La catégorie des groupes
La catégorie des groupes, notée Grp, est définie de la manière suivante :
- Ses objets sont les groupes ;
- Les morphismes sont les morphismes de groupes, munis de la composition usuelle de fonctions, l'identité étant l'application identité[1].

### La 2-catégorie des groupes
En théorie des catégories supérieures il est parfois pratique de voir les groupes comme des groupoïdes possédant un unique objet, les flèches de cet unique objet vers lui-même étant dénotées par les éléments du groupe lui-même. On dispose alors d'une nouvelle définition : la 2-catégorie des groupes Grp est la sous-2-catégorie pleine de la catégorie des groupoïdes formée ainsi :
- Les objets sont les groupoïdes à un objet ;
- Les 1-morphismes sont les foncteurs entre de tels objets. Ils correspondent exactement aux morphismes de groupes au sens usuel.
- Les 2-morphismes sont les transformations naturelles entre ces foncteurs. Ils sont définis par les automorphismes intérieurs. Si f et g sont deux foncteurs (morphismes de groupes) d'un groupe G vers un groupe H, il existe a élément de H tel que, pour tout x élément de G, {\displaystyle g(x)=af(x)a^{-1}}.

### La catégorie des groupes sur une catégorie
Si K est une catégorie quelconque, on définit la catégorie GrpK des groupes sur K ainsi :
- Les objets sont les objets groupes (en) dans K, c'est-à-dire les objets G tels que, pour tout objet X, il existe une structure de groupe sur {\displaystyle \mathrm {Hom} _{K}(X,G)} telle que {\displaystyle X\mapsto \mathrm {Hom} _{K}(X,G)} est un foncteur contravariant {\displaystyle K\to \mathrm {Grp} } ;
- Les morphismes sont les homomorphismes entre objets groupes.

Dans ce cadre, la catégorie des groupes topologiques s'identifie à la catégorie des groupes sur Top, la catégorie des groupes de Lie à la catégorie des groupes sur la catégorie des variétés lisses et la catégorie des faisceaux de groupes sur un espace X s'identifie à la catégorie des groupes sur la catégorie des faisceaux d'ensembles sur X.

## Groupes, monoïdes et ensembles
Tout groupe est en particulier un monoïde, on dispose donc naturellement d'un foncteur d'oubli :
{\displaystyle M:\mathrm {Grp} \to \mathrm {Mon} }
Ce foncteur apparaît dans un triplet d'adjonction {\displaystyle K\dashv M\dashv I} où :
- K est le foncteur qui envoie un monoïde sur son groupe de Grothendieck ;
- I est le foncteur qui envoie un monoïde sur le sous-monoïde de ses éléments inversibles.

On peut encore « oublier » la structure de monoïde, pour ne plus voir finalement que les éléments d'un groupe comme formant un ensemble. Cela correspond à un foncteur d'oubli
{\displaystyle S:\mathrm {Mon} \to \mathrm {Set} }
auquel est naturellement adjoint le foncteur libre F, c'est-à-dire le foncteur qui à un ensemble associe le monoïde librement engendré par ses éléments. On a 
{\displaystyle F\dashv S}
En effectuant ces deux opérations d'oubli, on a donc un foncteur d'oubli
{\displaystyle MS:\mathrm {Grp} \to \mathrm {Mon} \to \mathrm {Set} }
dans la catégorie des ensembles. qui est adjoint à droite du foncteur libre
{\displaystyle KF:\mathrm {Set} \to \mathrm {Mon} \to \mathrm {Grp} }

## Propriétés

### Propriétés catégoriques
- Grp est une catégorie concrète ;
- Grp est localement petite, mais ce n'est pas une petite catégorie ;
- Grp est complète et cocomplète ;
- Grp n'est pas une catégorie additive, ni abélienne ;

### Objets
- L'objet initial, final et zéro de Grp est le groupe trivial 1 ;
- Les objets projectifs de Grp sont les groupes libres ;
- L'objet injectif (en) de Grp est le groupe trivial ;

### Morphismes
- Les monomorphismes sont les morphismes de groupes injectifs ;
- Les épimorphismes sont les morphismes de groupe surjectifs ;
- Les isomorphismes sont les morphismes de groupe bijectifs ;

### Limites
- Le produit dans Grp est le produit direct de groupes ;
- Le coproduit dans Grp est le produit libre de groupes ;
- Le noyau dans Grp correspond au noyau au sens algébrique.